# Smrt Kevina Streckera
Smrt Kevina Streckera byla poslední událostí na československé státní hranici před pádem Železné opony, při níž na hranici došlo k úmrtí osoby, jež se ji snažila překročit. Odehrála se v pozdních večerních hodinách 15. května 1989 u Strážného na Prachaticku, když se sedmičlenná rodina Kevina Streckera, pocházející z Východního Berlína, snažila státní hranici přejet ve vozidle Volha 24, které nakonec havarovalo. Nehodu jako jediný nepřežil osmiletý Kevin Strecker (* 29. prosince 1980) poté, co po nárazu do betonové signální závory v rychlosti asi 100 km v hodině utrpěl smrtelné zranění hlavy. Zbytek pasažérů ve voze nehodu přežil a byl později zatčen. Strecker se zároveň stal nejmladší obětí Železné opony v Československu.